# 丁士源
丁 士源（てい しげん、中国語: 丁士源; 拼音: Dīng Shìyuán; ウェード式: Ting Shi-yüan）は、清・中華民国・満州国の政治家・軍人・外交官。安徽派に属した。字は間槎、号は藹翁。最終階級は清軍正参領（大佐に相当）、北洋陸軍中将。

## 事績

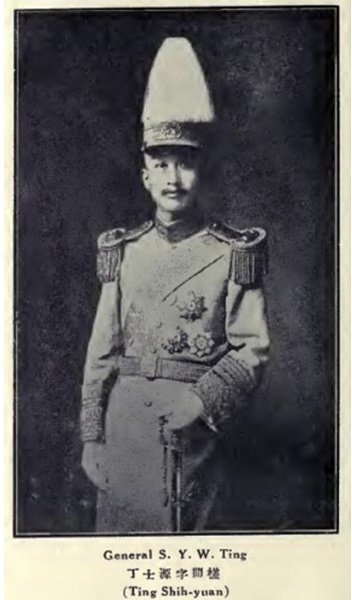
Who's Who in China 3rd ed. (1925)

1895年（光緒21年）、天津北洋水師学堂を卒業し、翌年に毅軍歩兵少尉および武衛左軍副軍校（中尉に相当）に任官、まもなく協参領（少佐に相当）に昇進した。その後、上海聖ヨハネ大学に進学、1902年（光緒28年）に卒業するとイギリスに留学し法律を学んでいる。1904年（光緒30年）に帰国すると北京崇文門関税総稽査、修訂法律館内修官、練兵処軍政司法律科監督を歴任、1906年（光緒32年）には陸軍正参領（大佐に相当）となった。1907年（光緒33年）、留学生に随行してフランスに赴き、帰国後の1911年（宣統3年）に陸軍部軍法司司長、高等巡警学堂総弁、修訂法律委員会委員などの職を歴任した。武昌起義が起こると、陸軍大臣行営処副官長兼総執法官に任命され鎮圧に向かう。丁の立場は、鎮圧軍司令官の廕昌、参謀長の易乃謙に次ぐ地位であった。
中華民国成立後、鎮圧軍側であった丁は、しばらくの間天津に寓居する。翌1913年（民国2年）、北京政府へと参加、陸軍少将参議に就任し、さらに陸軍協都統なども務める。翌1914年（民国3年）1月、江漢関監督、4月に漢口工巡事宜兼、6月には外交部特派湖北交渉員に任命され、1916年（民国5年）、中将心得。
1917年7月、京綏鉄路管理局局長、9月には交通部交通研究會會員に起用される。1918年（民国7年）3月、王揖唐、徐樹錚らが安徽派の支援政党である安福俱楽部を設立すると、評議会会員（評議会主任・田応璜）となる。12月、京漢鉄路管理局局長も兼任した。翌1919年（民国8年）4月2日、国務院交通部航空事宜籌備処処長（11月11日より国務院航空事務処と改称）、竜煙鉄鉱公司会弁、大総統府侍従武官を務め、10月10日に中将となったが、翌年罷免された。更に、京綏鉄路局での資金1000万銀元の着服が発覚。段祺瑞が安直戦争で大敗を喫し失脚すると、北京の日本公使館に逃げ込む。

在北京日本公使館

1922年11月、指名手配解除となったが、天津に留まり、1923年（民国12年）に日系メディア・日報報館の編集者、翌1924年（民国13年）には同じく日系メディア『日日新聞』編集長となる。11月、財政整理会副会長兼国内公債局総理、中法商工銀行中国側理事に任命された。また中法実業管理公司の次席董事をつとめ、翌年9月、中法実業管理公司華總理兼董事会副会長代理となる。後に航空籌備処処長、安国軍空軍司令を歴任している。国民政府時代の1929年（民国18年）には中華匯業銀行経理に就任した。
その後、丁士源は満州国に転じている。1933年（大同2年）4月に駐日満州国代表公署が駐日満州国公使館に改組されると、駐日代表の鮑観澄に替わり丁が公使に任命された。1935年（康徳2年）5月、公使館が大使館に改組されるに伴い公使を辞任（後任は初代大使の謝介石）、同年7月、満州中央銀行監事に就任している。1945年（康徳12年）、死去。享年67。

## 著作
- 『陸軍規則註解』
- 『世界海軍現状』

## 注
1. ↑  徐主編（2007）、4頁によると「新林肯大学」で学んだとしている。リンカーン大学のことか。
2. 1 2 3 4  徐主編（2007）、4頁。
3. ↑  “政府令 三年一月九日” (PDF) (中国語).   中華民国政府官職資料庫. 2017年8月31日閲覧。
4. ↑  “政府令 五年六月一日” (PDF) (中国語).   中華民国政府官職資料庫. 2017年8月31日閲覧。
5. ↑  “政府令 六年九月八日” (PDF) (中国語).   中華民国政府官職資料庫. 2017年8月31日閲覧。
6. ↑  “（九）航空署（航空事務処）” (中国語).   中国第二歴史档案館. 2018年1月16日閲覧。
7. ↑  “政府令 八年十月十日” (PDF) (中国語).   中華民国政府官職資料庫. 2017年8月31日閲覧。
8. ↑  1918年創刊の京津日日新聞か
9. ↑  “政府令 十三年十一月三日” (PDF) (中国語).   中華民国政府官職資料庫. 2017年8月31日閲覧。
10. ↑  “政府令 十四年九月三十日” (PDF) (中国語).   中華民国政府官職資料庫. 2017年8月31日閲覧。
11. ↑  「駐日公使愈よ 丁士源氏 アグレマン要求」『読売新聞』昭和8年（1933年）4月16日
12. ↑  「初代駐日大使とし 謝氏赴任に決定す けふアグレマン要請」『東京朝日新聞』昭和10年（1935年）5月26日夕刊。